# Leif Alexis

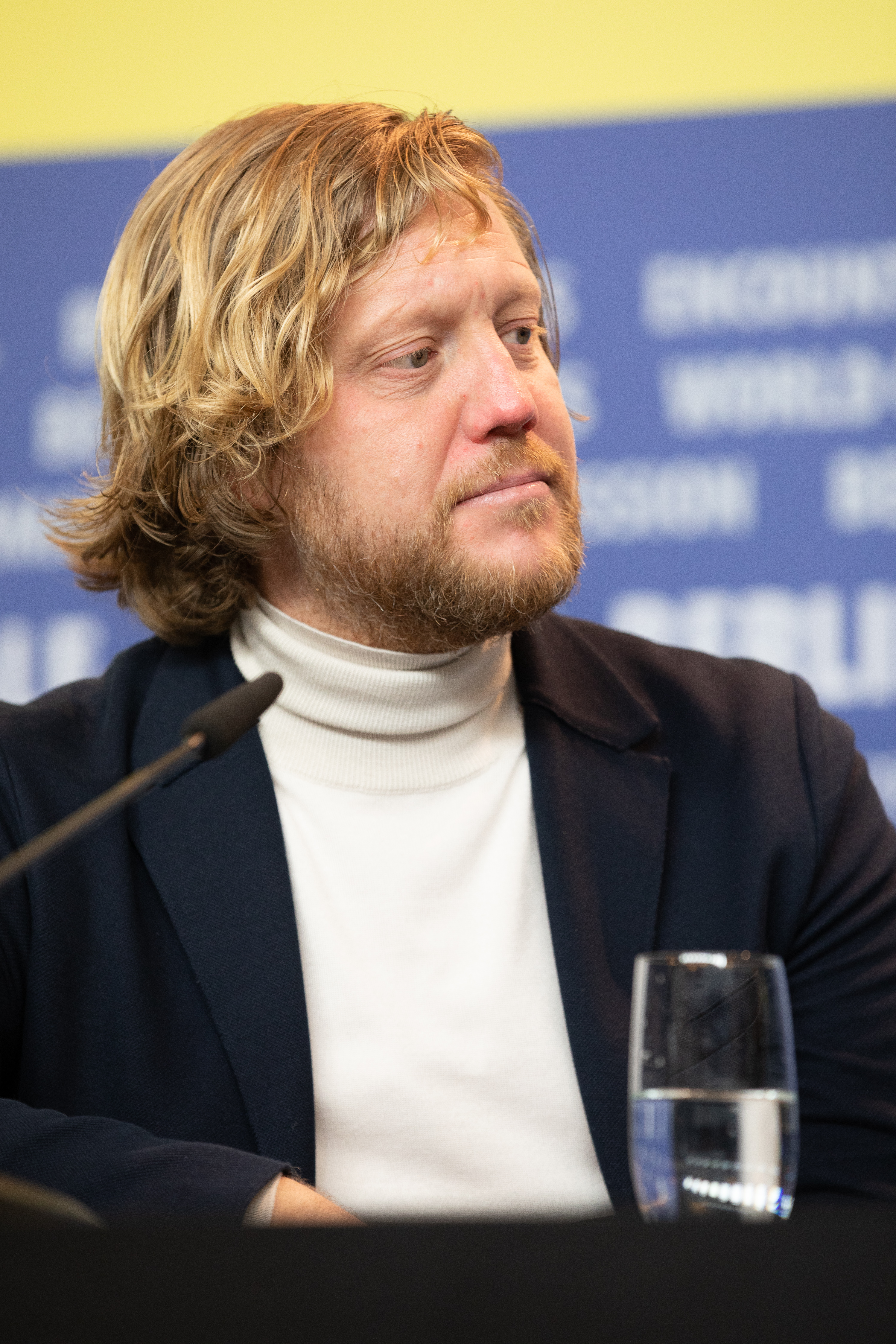
Leif Alexis während der Berlinale 2020

Leif Alexis (* 1974 in Kungsbacka) ist ein schwedischer Filmproduzent, der in Deutschland tätig ist.

## Leben
Leif Alexis absolvierte eine Schauspiel-Ausbildung und kam über ein Stipendium 2001 nach Deutschland. Er studierte von 2004 bis 2009 Filmproduktion an der Filmakademie Baden-Württemberg. Von 2010 bis 2016 arbeitete er für die UFA Fiction.
Für seine Arbeit als Executive Producer bei Burhan Qurbanis Episodenfilm Shahada wurde er 2010 mit dem Studio-Hamburg-Nachwuchspreis geehrt. Für Berlin Alexanderplatz wurde er 2020 mit dem Deutschen Filmpreis in Silber für den besten Spielfilm ausgezeichnet.

## Filmografie (Auswahl)
- 2010: Shahada
- 2011: Wer rettet Dina Foxx?
- 2013: George
- 2014: Dina Foxx – Tödlicher Kontakt
- 2014: Kreuzweg
- 2014: Wir sind jung. Wir sind stark.
- 2016: Mängelexemplar
- 2017: Honigfrauen
- seit 2017: Frühling (Fernsehreihe)
- 2020: Berlin Alexanderplatz
- 2025: Kein Tier. So Wild.